# Primo Carbonari
Primo Carbonari (São Paulo, 1 de janeiro de 1920 – São Paulo, 21 de março de 2006) foi um jornalista e documentarista ítalo-brasileiro, responsável durante 45 anos pelo Cinejornal veiculado nos cinemas, antes do início dos filmes, veiculando muitos fatos históricos, como a construção e a inauguração de Brasília, em 1960. Primo Carbonari durante vários anos contou com o apoio de seu irmão mais velho Antonio Carbonari (conhecido como Santó) contador de casos da Itália sem nunca tê-la visitado.

## Disputa judicial
O acervo do Cinejornal tornou-se alvo de uma disputa judicial envolvendo a cooperação técnica entre a Cinemateca Brasileira, a empresa Heco Produções e a filha de Primo, Regina Carbonari.